# Magnor (Noorwegen)
Magnor is een plaats in de Noorse gemeente Eidskog, provincie Innlandet. Magnor telt 973 inwoners (2007) en heeft een oppervlakte van 1,45 km².
Magnor beschikt over een gelĳknamig spoorwegstation.